# Filme etnográfico
O filme etnográfico é um género de documentário praticado por cineastas independentes e por etnólogos que o aplicam na investigação, no domínio da antropologia visual, filmando determinados grupos das sociedades humanas, arcaicas ou modernas. O neologismo etnocinema é usado com idêntico sentido.
O conceito, em sentido mais lato, pode referir-se a filmes não científicos ou de ficção com forte conteúdo etnográfico. O género engloba a etnoficção.

## Origens
Robert Flaherty é geralmente considerado como o pai  do cinema etnográfico. O género floresceu em França nos anos sessenta com a intervenção de etnólogos como Marcel Griaule, Germaine Dieterlen ou Jean Rouch, que desenvolveram o seu conceito e o teorizaram, recorrendo às técnicas do cinema directo. Câmaras leves de 16 mm e gravadores de som portáteis sicronizados tornavam-se então uma ferramenta indispensável para a pesquisa, ao mesmo tempo que revolucionavam o cinema.
Jean Rouch cedo recusou o dogma que dita que, na pesquisa, a máquina de filmar deve distanciar-se do acontecimento, que em nada deve intervir, ficando de fora, como ausente espectador. «Enfant terrible», põe a câmara a intervir no próprio objecto de estudo, intromete-se como actor. É um dos pioneiros da docuficção.

## Fundadores
- Marcel Griaule
- Germaine Dieterlen
- Jean Rouch
- Tim Asch

## O filme etnográfico em Portugal
No domínio da antropologia visual. o filme etnográfico em Portugal, como ferramenta da etnologia, acusa poucos registos antes dos anos sessenta. Há sobretudo imagens de etnias africanas usadas como propaganda colonial pelo Estado Novo. Só depois dos anos sessenta cineastas independentes se puseram a explorar o género que, em várias versões, se expandiu consideravelmente depois da Revolução dos Cravos.
O desenvolvimento do género aparece associado à prática do cinema directo com a utilização da câmaras leves de 16 mm e de gravadores portáteis de som síncrono. Na sua prática envolveram-se, em maior ou menor grau, realizadores como Manoel de Oliveira, António Campos, António Reis, Ricardo Costa, Serge Treffaut ou Pedro Costa.
Em 2013, António Campos é homenageado no I Festival Internacional de Cinema Etnográfico Cinantrop, realizada em Leiria e Lisboa.